# Jean André Stedman
Pour les articles homonymes, voir Stedman.
Jean André Stedman, né le 13 mars 1778 à Zutphen (Pays-Bas), mort en 1833 à Nimègue (Pays-Bas), est un général hollandais du Premier Empire.

## États de service
Il entre en service en 1789, dans un régiment de cavalerie néerlandais, et il participe à la guerre en France de 1793 et 1794.
De 1799, à 1801, il est affecté dans l’armée de Batavie, puis dans l’armée Gallo-Batave. De 1803 à 1810, il sert la République batave, puis le Royaume de Hollande. Il est nommé capitaine le 14 juin 1803, aide de camp du ministre de la guerre, et le 28 juin 1805, il devient major. Lieutenant-colonel le 3 juin 1806, il est nommé colonel le 25 mars 1808.
Il est promu général de brigade au royaume de hollande le 10 août 1809. Le 11 avril 1810, il passe chef de l’état-major général de l’armée hollandaise en Zélande, et le 10 novembre 1810, il est intégré à l’armée française, avec le grade de général de brigade. Le 24 décembre 1810, il rejoint l’armée de Naples, et en septembre 1811, il commande une brigade du corps d’observation du sud de l’Italie, sous les ordres du général Grenier.
Le 24 décembre 1812, il commande temporairement le département de Montenotte, et le 3 mars 1813, il commande une brigade de cavalerie dans le corps d’observation de l’Italie à Vérone. Il est fait chevalier de la Légion d’honneur le 18 juin 1813. Le 8 septembre 1813, il passe dans la 2e division de cavalerie du général Pajol, puis dans le 14e corps d’armée, avant d’être fait prisonnier le 11 novembre 1813, à la suite de la capitulation de Dresde.
De retour en France, il démissionne du service français le 23 avril 1814, et il reprend du service dans l’armée hollandaise.
En 1815, il commande les troupes de réserve néerlandaises lors de la bataille de Waterloo, avec le grade de lieutenant-général.
Il est fait officier de la Légion d’honneur le 19 août 1824.
Il meurt en 1833, à Nimègue.

## Sources
- (en) « Generals Who Served in the French Army during the Period 1789 - 1814: Eberle to Exelmans »
- Thierry Pouliquen, « Les généraux français et étrangers ayant servis [sic] dans la Grande Armée » (consulté le 17 février 2015)
- (pl) « Napoléon.org.pl »
- Base Léonore
- Arthur Chuquet, Ordres et apostilles de Napoléon (1799-1815), paris, librairie ancienne Honoré Champion, 1911, p. 326